# Avitaminose
As avitaminoses  são uma família de doenças causadas pela falta ou deficiência de vitaminas no organismo. Geralmente são devidas a uma alimentação incompleta, mas podem também surgir na sequência de outros problemas de saúde.
Algumas destas doenças, como o escorbuto (deficiência de vitamina C), provavelmente a primeira avitaminose conhecida, podem ser tratadas apenas com suplementos vitamínicos.

## Avitaminoses de vitamina A
- Nictalopia - Cegueira noturna, ou seja, incapacidade de ver bem quando há falta de luz, causada por uma função deficiente dos bastonetes.
- Hemeralopia - Cegueira diurna, causada por uma função deficiente dos cones.
- Xeroftalmia - Endurecimento da córnea, tornando-a semi-opaca e prejudicando a visão. Não só a visão é prejudicada, mas também o revestimento dos pulmões, do intestino e outros tecidos. Ela não surge apenas por carência de vitamina A no organismo. Quando ocorre deficiência de proteínas e energia no organismo o transporte de vitamina A é inibido. Quando não tratada, a xeroftalmia pode levar à perda total da visão.

## Avitaminoses de vitaminas  B
- Beribéri, carência de vitamina B1
- Ariboflavinose, carência de vitamina B2
- Pelagra, carência de vitamina B3
- Deficiência de piridoxina (vitamina B6)
- Deficiência de biotina (vitamina B7)
- Deficiência de folato (vitamina B9)
- Anemia, Deficiência de vitamina B12

## Avitaminoses de vitamina C
A falta de vitamina C causa:
- Escorbuto

- Hemorragias internas
- Gengivite
- Hemorragia nasal